# 見晴站
見晴站（日语：／）是位於群馬縣澀川市伊香保町伊香保的伊香保索道車站。車站位於物聞山山頂。

## 車站周邊
- 上之山公園（日语：上ノ山公園）（見晴站是上之山公園的一部分）
- 群馬縣綜合體育中心（日语：群馬県総合スポーツセンター）伊香保Link
- 物聞山
- 見晴台（見晴台是上之山公園的一部分）

以下地方需要從上之山公園途經行人徑前往
- 伊香保溫泉飲泉所
- 伊香保溫泉石段街
- 伊香保神社（日语：伊香保神社）

## 相鄰車站
伊香保索道
不如歸－見晴

## 注腳
1. ↑  伊香保ロープウェイ | 渋川市観光情報 （页面存档备份，存于）（日語）